# Icy Tower
『Icy Tower』は、2001年にFree Lunch Designが公開したWindows用の2Dコンピュータゲーム。

## 概要
Facebookにおいてヒットした人気の高いフリーウェアのパソコンゲームであり、塔を登っていくという設定のプラットフォーム・ゲームとなっている。プレーヤーの目標は、ある階から1つ上の階へとジャンプしながら登ってゆき、落下したり画面から消えてしまわないうちに、できるだけ高い階まで到達することである。プレーヤーキャラクターが上の階へ行けば行くほど、画面上で階の床が下りてくる速度が上がり、ゲームは難しくなってゆく。デフォルト設定の場合、プレーヤーはキーボードを使ってキャラクターを操作することになる。
2011年1月にはタイトーからiPhone/iPod touch版が有料配信され、また同年6月には「mixiアプリ」PC版において本作のβ版が公開された。

## 評価
窓の杜のコーナー「週末ゲーム」では、「操作やルールが単純なので、気軽にアクションゲームを楽しみたい初心者から、ハイスコア獲得を狙う上級者まで、誰でも手軽に楽しめる」と評価されており、またゲーム中には「プレイが単調にならない工夫もある」と評されている。
またSoftonicのレビュー記事では、長所として「分かりやすく、手軽にでき、1プレイが短い」ことなどをあげており、「ちょっとした演出にも凝ったゲーム」とも評されている。ただし「同じことをずっと繰り返すので、長時間プレイには向かない」とされている。